# Julieta Martínez
Julieta Martínez Oyarzún (Santiago, 7 juillet 2003) est une activiste sociale chilienne féministe, engagée pour l'égalité de genre et la lutte contre le changement climatique. Figure du militantisme intersectionnel, consciente de la force du collectif , elle fonde en 2018, à l'âge de 15 ans, la plateforme sociale Tremendas en faveur de l'engagement des filles et des jeunes femmes. En 2020, elle cofonde le mouvement Latinas for climate,.

## Biographie
À l'âge de 10 ans, Julieta Martínez participe à sa première manifestation, amenée par ses parents, pour exiger que les pompes à insuline des personnes diabétiques soient incluses dans le plan Plan d'Accès Universel de Garanties Explicites (plan AUGE) du Chili. Elle-même diabétique et insulinodépendante, couplée à la prise de conscience que, tout comme elle, la plupart des enfants ne pouvaient pas accéder à une pompe à insuline, l'amènent à s'interroger sur cette situation d'inégalité et à s'intéresser aux causes sociales.
En 2014, elle participe en tant que conférencière au Festival international d'innovation sociale (FIIS) qui se tient à Santiago du Chili. En 2018, elle devient ambassadrice de la Fondation Ashoka, une organisation qui rassemble des jeunes de 15 à 25 ans considérés comme des agents de changement.
En 2019, après avoir constaté que les adolescentes et les jeunes filles ne sont ni écoutées ni impliquées dans les espaces de participation, Julieta Martinez et un groupe de militantes poussées par une volonté de transformation sociale et l’égalité des sexes commencent à employer diverses plateformes de diffusion et à s’impliquer dans différentes instances pour faire entendre leurs voix. Elles construisent progressivement un mouvement qu'elles appellent « Tremendas », en français « Les Terribles »,.
La même année, Julieta Martinez est choisie pour se rendre à la Conférence des Nations unies sur le changement climatique (Cop25) qui se tient à Madrid. Elle y aborde l’action pour l’autonomisation climatique. Elle remporte aussi le Prix de la femme influente lors du Forum de la Coopération Économique Asie-Pacifique (Apec) qui a lieu au Chili en 2019.
En 2020, Julieta Martínez représente le Chili au Sommet des femmes d'Amérique Latine et des Caraïbes, où elle devient peu de temps après la seule membre latino-américaine de la Youth Task Force Beijing+25, une liste composée de 39 ambassadrices dans le monde entier.
En 2021 elle est choisie pour participer à un dialogue avec Hillary Clinton dans le Forum Génération Égalité de l'ONU à Paris,.

## PlateformeTremendas
Entre autres initiatives, Julieta Martínez est la fondatrice de la plateforme Tremendas, une plate-forme collaborative composée par des jeunes et des adolescentes chiliennes, fondée en 2019.
Tremendas s'appuie sur les 17 objectifs de développement durable proposés par l'Organisation des Nations unies (ONU) afin de générer des actions à impact social. Parmi ses projets les plus importants, citons « Tremendas Científicas: Niñas Curiosas, Mujeres Científicas »(« De Terribles Scientifiques: Enfants Curieuses, Femmes Scientifiques ») et « Academia Climáticas: educación ambiental para niñas y jóvenes »(« Académie du Climat : éducation environnementale pour les filles et les jeunes femmes »).

## Reconnaissances et prix
- Ambassadrice de la Fondation Ashoka (2018)
- Ambassadrice du Fond Mondial pour la Nature (World Wildlife Fund, WWF).
- Prix Jeune Femme Influente, attribué par le Forum de la Coopération Économique Asie-Pacifique (Apec) (2019).
- Ambassadrice de la Youth Task Force Beijing+25 (2020)